# Starlight (canção de Muse)
"Starlight" é uma música da banda inglesa de rock alternativo Muse. É a segunda faixa e o segundo single do álbum Black Holes and Revelations, lançado em 2006. A música alcançou a 13ª posição no UK Singles Chart. Este foi o segundo single do álbum lançado nos Estados Unidos em sequência e se tornou o single com a melhor posição no Modern Rock Tracks chart chegando a ficar no segundo lugar.

## Composição e gravação
Segundo declarações do baixista da banda, Christopher Wolstenholme, Starlight "é uma música romântica, sobre sentir saudade de alguém; de amigos, da família, de alguém que você ama". O vocalista Matthew Bellamy comentou que escreveu a música durante uma viagem de barco, com o tempo ruim.

## Recepção e performance
"Starlight" recebeu críticas variadas, mas em geral boas. A NME criticou a música duramente enquanto a MusicOMH disse que a música conta com ótima melodia e letra muito bem desenvolvida.
Já nas paradas, "Starlight" chegou na UK Singles Chart em 3 de setembro na 38ª posição via download digital. Na semana seguinte, após estourar nas radios, a música foi para a 13ª posição, sendo essa a 14ª vez que a banda entra na UK Top 40 e a décima no UK Top 20. Na semana seguinte, "Starlight" caiu dentro do Top 75.
A canção também chegou a posição n° 2 na Billboard Modern Rock Chart, a mais alta posição do Muse em um grande Chart americano. A música também ficou em 9ª na Triple J Hottest 100 em 2006. A canção também chegou a posição n° #4 no Radiónica's 2006 top 100 Colombiana.

## Faixas
Todas as músicas compostas por Muse.
| 7" vinil |                                                        |         |  |
| N.º      | Título                                                 | Duração |  |
| 1.       | "Starlight"                                            | 3:59    |  |
| 2.       | "Supermassive Black Hole" (Phones Control Voltage Mix) | 4:19    |  |

| CD single |             |         |  |
| N.º       | Título      | Duração |  |
| 1.        | "Starlight" | 3:59    |  |
| 2.        | "Easily"    | 3:40    |  |

| DVD |                         |         |  |
| N.º | Título                  | Duração |  |
| 1.  | "Starlight" (Video)     | 4:07    |  |
| 2.  | "Starlight" (Audio)     | 3:59    |  |
| 3.  | "Starlight" (Making of) |         |  |
| 4.  | "Hidden Track"          |         |  |

## Tabelas musicais
| Paradas (2006/2007)                            | Melhor posição |
| ---------------------------------------------- | -------------- |
| Austrália (ARIA)                               | 46             |
| Bélgica (Ultratip Bubbling Under de Flandres)  | 2              |
| Bélgica (Ultratip Bubbling Under da Valônia)   | 6              |
| França (SNEP)                                  | 26             |
| Irlanda (IRMA)                                 | 23             |
| Itália (FIMI)                                  | 56             |
| Países Baixos (Dutch Top 40)                   | 52             |
| Noruega (VG-lista)                             | 10             |
| Suíça (Schweizer Hitparade)                    | 30             |
| Reino Unido (The Official Charts Company)      | 13             |
| Estados Unidos (Billboard Alternative Airplay) | 2              |